# Anderswelt (Album)
Anderswelt ist das sechste Studioalbum der Gröbenzeller Mittelalter/Folk-Rock-Band Schandmaul, das vom Oktober 2007 bis Januar 2008 im Turnstyle Studio in Berlin und in den HOFA Studios in Karlsdorf aufgenommen wurde. Produzent ist Thomas Heimann-Trosien. Das Album beinhaltet 14 Lieder, darunter mit dem Lied Fiddlefolkpunk ein Instrumental. Thematisch geht es in diesem Album um mythische Figuren, wie Sirenen im gleichnamigen Lied, um Werwölfe im Lied Wolfsmensch und Geister im Lied Stunde des Lichts. Das Lied Drei Lieder erzählt von einem jungen Barden, der an einem Gesangsturnier teilnimmt um sich an den Fürsten zu rächen, der einst sein Heimatdorf zerstört und den einzigen Bruder getötet hat. Das Lied Die Königin beschreibt die Situation einer verhexten Frau, die einst gutherzig war und in einen bösartigen Drachen verwandelt wurde. Im Lied Anderswelt wird beschrieben, wie merkwürdige Gestalten aus der Anderswelt an einem Keltenschrein gesehen wurden. Benni Cellini von Letzte Instanz tritt in den Liedern Krieger, Königin, Die Braut, Augen auf! und Prinzessin als Gastmusiker auf.

## Cover
Das Cover zeigt zwei Umrisse, von einem kleinen Mädchen und einem buckeligen Mann, die auf einem gewaltigen Ast stehen. Im Hintergrund erkennt man eine Burg. Die Rückseite des Booklets vollendet das Coverbild, was diesem stark ähnelt. Es fehlen die beiden Körperumrisse und die Burg im Hintergrund. Das Cover wurde einschließlich eines beigelegten, dasselbe Motiv darstellenden, Posters vom Münchener Kunstmaler Thomas von Kummant illustriert.

## Chartplatzierungen
Anderswelt stand 15 Wochen lang in den Top 100 der deutschen Albumcharts (Einstieg auf Platz 8), 3 Wochen in den österreichischen Charts (Einstieg auf Platz 43) und ebenfalls drei Wochen in den Schweizer Charts (Einstieg auf Platz 44).

## Titelliste
- 1. Frei
- 2. Krieger
- 3. Anderswelt
- 4. Königin
- 5. Zweite Seele
- 6. Die Braut
- 7. Missgeschick
- 8. Sirenen
- 9. Stunde des Lichts
- 10. Fiddlefolkpunk
- 11. Augen auf!
- 12. Wolfsmensch
- 13. Drei Lieder
- 14. Prinzessin

## Termine der Anderswelt-Tour 2008
Die Anderswelt-Tour begann am 11. April 2008 in den Niederlanden und führte nebenbei durch Deutschland, Österreich und der Schweiz. Höhepunkt war das Jubiläumskonzert, das am 14. November 2008 im Münchner Zenith stattfand. Support-Bands auf dieser und der Jubiläumstour waren die niederländische Folk-Pop-Band Reincarnatus, die Regensburger Folk-Rock-Band Zwielicht, die Blasmusik-Band LaBrassBanda und die Rockband Letzte Instanz.
Weitere Termine der Tour waren:
- 11. April 2008 in Sneek (Bolwerk) – Niederlande
- 17. April 2008 in Salzburg (Rockhouse) – Österreich
- 18. April 2008 in Graz (Orpheum) – Österreich
- 19. April 2008 in Linz (Posthof) – Österreich
- 22. April 2008 in Neu-Isenburg (Hugenottenhalle) – Deutschland
- 23. April 2008 in Saarbrücken (Garage) – Deutschland
- 24. April 2008 in Bielefeld (Ringlokschuppen) – Deutschland
- 25. April 2008 in Dresden (Reithalle) – Deutschland
- 26. April 2008 in Erfurt (Stadtgarten) – Deutschland
- 27. April 2008 in Hamburg (Docks) – Deutschland
- 29. April 2008 in Köln (E-Werk) – Deutschland
- 30. April 2008 in Stuttgart (Theaterhaus) – Deutschland
- 1. Mai 2008 in Hellendoorn (Dauwpop) – Niederlande
- 2. Mai 2008 in Karlsruhe (Festhalle Durlach) – Deutschland
- 3. Mai 2008 in Zürich (Volkshaus) – Schweiz
- 6. November 2008 in Wien (Arena) – Österreich
- 7. November 2008 – Aigen / Schlägl (KIKAS) – Österreich
- 14. November 2008 in München (Zenith) – Deutschland, Konzert zum zehnten Band-Jubiläum
- 18. November 2008 in Rostock (Mau Club) – Deutschland
- 19. November 2008 in Kiel (Halle 400) – Deutschland
- 20. November 2008 in Magdeburg (Factory) – Deutschland
- 21. November 2008 in Leipzig (Haus Auensee) – Deutschland
- 22. November 2008 in Bremen (Pier 2) – Deutschland
- 23. November 2008 in Berlin (Huxleys Neue Welt) – Deutschland
- 25. November 2008 in Hannover (Capitol) – Deutschland
- 26. November 2008 in Düsseldorf (Stahlwerk) – Deutschland
- 27. November 2008 in Mainz (Phönixhalle) – Deutschland
- 28. November 2008 in Trier (Europahalle) – Deutschland
- 29. November 2008 in Tuttlingen (Stadthalle) – Deutschland
- 30. November 2008 in Pratteln (Z7) – Schweiz

## Besonderheiten
- Das Lied Krieger erzählt zusammen mit Der junge Siegfried aus dem Album Von Spitzbuben und anderen Halunken und Drachentöter aus dem Album Wie Pech und Schwefel die Sage um Siegfried den Drachentöter aus dem Nibelungenlied. Bei dem Jubiläumskonzert im Münchener Zenith, das am 14. November 2008 vor 7000 Zuschauern stattfand, wurden die Lieder erstmals als Das Drachen-Medley gemeinsam aufgeführt.
- Das Lied Die Königin wurde zwei Mal live aufgeführt. Diese waren ebenfalls auf dem Konzert im November 2008 und auf dem Jubiläums-Open-Air Konzert in Duisburg am 10. Juni 2009. Sänger Thomas Lindner sagte, das Lied sei ohne Gastmusiker unmöglich spielbar und werde aus diesem Grunde nur zweimal gespielt.
- Während der Produktion des Albums entstanden mit Die Melodie und Hibblefolkpunk zwei weitere Lieder, die es nicht auf das Album schafften. Die Melodie wurde als exklusiver Track der damaligen Ausgabe des Magazines Sonic Seducer veröffentlicht, während Hibblefolkpunk ausschließlich auf der Homepage der Band als Download zur Verfügung stand.
- Bis heute ist Anderswelt das einzige Schandmaul-Album, das kein einziges Gitarrensolo enthält.

## Kritik
Monsters and Critics schrieb über Anderswelt, dass es, auch wenn keine Brachialität wie andere Mittelalter-Rock-Bands diese vorlegen, geboten werde, sehr gelungen sei und Zückerchen, wie Könige und Ritter der Musik von Schandmaul einen gewissen Geschmack verliehen. Auch wenn sich die Band mehr auf die Melodik der Lieder konzentriere, habe sich der Rocker im Lied Zweite Seele durchgesetzt. Des Weiteren würden die Klänge von Dudelsack und Flöten, wie sie in Dunkler Stunde aus dem Vorgänger-Album zu hören war, durch Stunde des Lichts abgelöst. „Ist man erstmal eingetreten“, so der Kritiker, „fällt die Tür schnell hinter einem zu.“ Alles sei vorhanden, was man von einer derartigen Platte erwarten dürfe.